# نورما بارزمن
نورما بارزمن (به انگلیسی: Norma Barzman) فیلمنامه‌نویس، بازیگر و نویسنده آمریکایی است که در صنعت سینما از دوران طلایی هالیوود مشغول فعالیت بوده‌است.

## زندگی شخصی
بارزمن با کلود شانون ریاضی‌دان که به عنوان «پدر نظریه اطلاعات» شناخته می‌شود، ازدواج کرد و با او در پرینستون، نیوجرسی زندگی کرد. وقتی که طلاق گرفتند، بارزمن با مادرش به لس آنجلس نقل مکان کرد و در کلاس‌های مدرسه نویسندگان که اعضای آن چپ‌گرا بودند، شرکت کرد. وی با بن بارزمن فیلمنامه‌نویس آشنا شد و ازدواج کرد. بین سال‌های ۱۹۴۹ و ۱۹۷۶ آنها در لندن، پاریس و موژن زندگی کردند و در لیست سیاه هالیوود قرار داشتند. آنها هفت فرزند داشتند. وی در بورلی هیلز، کالیفرنیا ساکن است.